# 表皮癬菌屬
表皮癬菌属（學名：Epidermophyton）是子囊菌門的一屬真菌，只包含兩個物種，其中絮狀表皮癬菌（Epidermophyton floccosum）是能造成皮膚感染的真菌之一，能感染皮膚與指甲，造成足癬、股癬、甲癬與體癬等真菌病。。

## 形態
表皮癬菌的菌絲有隔膜（Septate）且呈透明狀，孢子為表面光滑的大分生孢子（macroconidia），一端為梨形，另一端為圓形，大小約為10-40乘6-12微米，沒有小分生孢子（microconidia），能藉由人與人間傳播，對人類鼠蹊、腳的皮膚與指甲造成感染，與毛癬菌及小孢癬菌同為造成皮膚感染的三屬主要真菌。

## 感染
表皮癬菌於全球均有分部，常存在於土壤，特別容易對人類角質造成感染，而無能力感染活的組織，能造成體癬、股癬、甲癬等皮膚感染的症狀。在潮濕的熱帶地區較為嚴重。
表皮癬菌造成的皮膚感染初期不易被察覺，逐漸出現鼠蹊或腳部的局部發炎，引起過敏而搔癢，若不治療則會出現脫皮及水泡等癬得典型症狀。指甲也容易遭表皮癬菌感染，造成灰指甲（及甲癬）的典型症狀，先在基部產生白斑，進而使指甲變形、扭曲病產生較深的異常顏色。指甲感染除了由皮膚感染蔓延產生外，也可能透過人工指甲裝飾物造成，後者即為女性指甲感染的主因之一。不同於毛癬菌與小孢癬菌，表皮癬菌對毛髮沒有感染力。

## 診斷與治療
表皮癬菌的診斷與毛癬菌及小孢癬菌類似，可將皮膚屑與指屑以熱氫氧化鉀處理，將人體蛋白質水解，留下耐鹼的菌絲與孢子進行判斷，沒有小分生孢子是表皮癬菌的特徵之一。外用髮癬退與咪唑可治療皮膚感染，若為指甲感染則需口服灰黃黴素。

## 物種
表皮癬菌屬下只有絮狀表皮癬菌（Epidermophyton floccosum）及斯托克表皮癣菌（Epidermophyton stockdaleae）兩種，其中只有絮狀表皮癬菌會感染人體。
本属包括以下物种：
- Epidermophyton angustisporum Boedijn
- 絮狀表皮癬菌 Epidermophyton floccosum (Harz) Langeron & Miloch.
- Epidermophyton inguinale Sabour.
- Epidermophyton stockdaleae Prochacki & Eng.-Zas.